# Leucania albomarginata
Leucania albomarginata är en fjärilsart som beskrevs av Alfred Ernest Wileman och South 1920. Leucania albomarginata ingår i släktet Leucania och familjen nattflyn. Inga underarter finns listade i Catalogue of Life.